# Zimiromus brachet
Zimiromus brachet är en spindelart som beskrevs av Norman I. Platnick och Mohammad U. Shadab 1976. Zimiromus brachet ingår i släktet Zimiromus och familjen plattbuksspindlar.
Artens utbredningsområde är Ecuador. Inga underarter finns listade i Catalogue of Life.